# Kroosvaren
Kroosvaren (Azolla) is een geslacht van acht soorten varens uit de vlotvarenfamilie (Salviniaceae). Het zijn kleine, drijvende, aquatische varens, die met hun kleine, dakpansgewijs gestapelde blaadjes helemaal niet lijken op enige andere varen.
Ze kennen een wereldwijde verspreiding, vooral in tropische gebieden van de Nieuwe Wereld, Afrika en Azië. In Europa is slechts één soort als oorspronkelijk inheems te beschouwen, de grote kroosvaren (Azolla filiculoides).

## Naamgeving en etymologie
- Synoniemen: Rhizosperma Meyen (1834), Carpanthus Rafinesque (1808)
- Engels: mosquito fern, duckweed fern, fairy moss, water fern
- Duits: Algenfarn
- Frans: azolla

De botanische naam Azolla is samengesteld uit het Oudgriekse ἄζος, 'azos' (droogte) en ὀλλύναι, ollunai (doden, sterven).

## Kenmerken

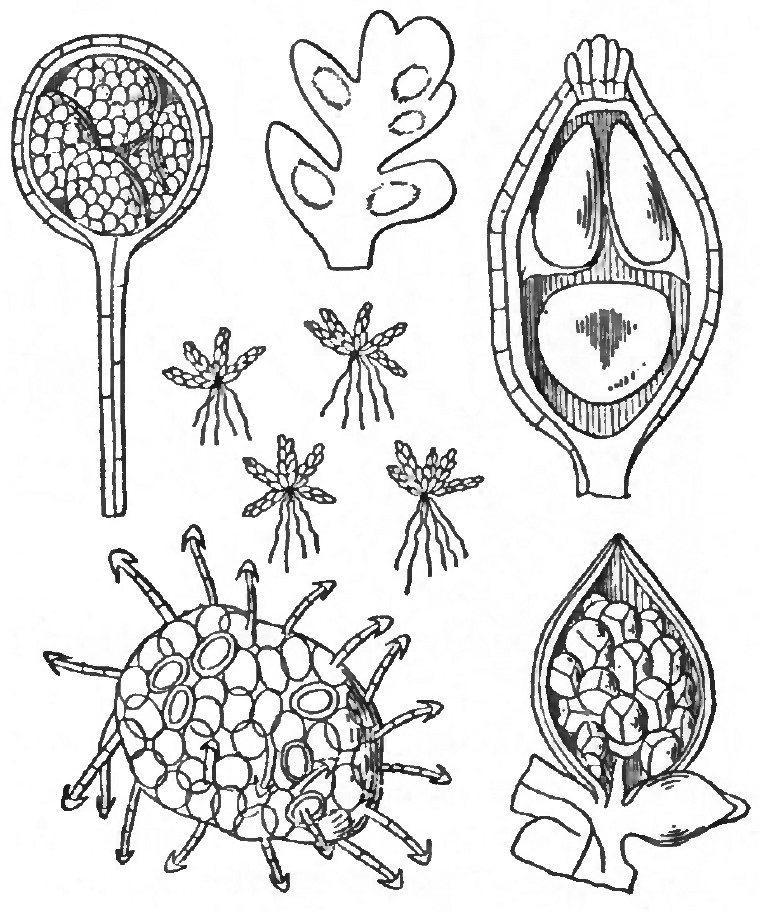
A. cristata, links de mannelijke sporocarp en microspore, rechts de vrouwelijke sporocarp en megaspore

Kroosvarens zijn kleine waterplanten die op het wateroppervlak drijven en slechts enkele centimeters groot worden. Ze hebben een korte, horizontale rizoom, bedekt met kleine, overlappende, schubachtige blaadjes, die aan de bovenzijde een- of tweecellige haren hebben en onderaan enkele tot 3 centimeter lange, draadachtige wortels. De jonge blaadjes zijn groen, maar kunnen onder stress (droogte, hitte of koude), rood verkleuren.
Aan de onderzijde van de blaadjes vormen zich (zelden) kleine, bolvormige sporocarpen, die de sporendoosjes of sporangia omvatten. Kroosvarens zijn heterospoor en produceren twee soorten sporen in twee verschillende typen sporocarpen. De (mannelijke) microsporocarpen zijn bolvormig, tot 2 mm in diameter, rood of groen gekleurd, en bevatten vele microsporangia met zeer kleine (mannelijke) microsporen. De (vrouwelijke) macrosporocarpen zijn kleiner en bevatten elk één megasporangia met telkens één grote (vrouwelijke) macrospore of megaspore.
De sporen worden in het water geloosd wanneer de wand van de sporocarp zich opent. De mannelijke microsporen klitten samen in klompen, massulae geheten. Ze bezitten haren waarmee ze zich aan de vrouwelijke macrosporen kunnen vasthechten, wat de bevruchting vergemakkelijkt.
De gametofyten ontwikkelen zich binnen de sporen (endospoor). De vrouwelijke gametofyt breekt bij rijpheid door de sporewand waardoor de enkele archegonia, elk met één eitje, vrij komen te liggen. De mannelijke microsporen vormen elk een mannelijke gametofyt met één enkel antheridium, die acht zwemmende zaadcellen vormt.

## Habitaten verspreiding
Kroosvarensoorten zijn drijvende, aquatische planten die in ondiep, stilstaand of langzaam stromend zoet water groeien zoals in poelen, meren, sloten, oude rivierarmen en moerassen. Ze kennen een wereldwijde verspreiding, met het zwaartepunt in subtropische en tropische streken van Noord-, Midden- en Zuid-Amerika, Afrika en Azië.
Eén soort, de grote kroosvaren (A. filiculoides), is als fossiel in Europa bekend. Alhoewel de soort tegenwoordig meer en meer wordt waargenomen, ook in België en Nederland, gaat het over herintroductie vanuit Noord-Amerika. Ook de kleine kroosvaren (A. cristata) kan in Europa gevonden worden.

## Economisch belang
Azolla-soorten leven in symbiose met blauwalgen van de soort Anabaena azollae, die onderdak vinden in de holtes in de blaadjes. Anabaena is in staat atmosferische stikstof te binden (stikstoffixatie), wat de plant onbeperkte toegang geeft tot een essentiële voedingsbron. Daardoor kan de plant zich zeer snel vegetatief vermenigvuldigen, en zelfs elke twee tot drie dagen in biomassa verdubbelen. De limiterende factor daarin is fosfor, een andere essentieel mineraal. Onbeperkte beschikbaarheid van fosfor, zoals bij overbemesting, leidt dikwijls tot kroosvaren-"bloei", vergelijkbaar met algenbloei, waarbij het water zuurstofarm kan worden doordat het oppervlak bedekt is.
Wegens het vermogen van de plant om stikstof te binden, wordt kroosvaren dikwijls gebruikt als meststof en als voedingssupplement in dierenvoeding. Azolla pinnata wordt in Noord-Vietnam en Zuidoost-China reeds eeuwen als meststof gebruikt in rijstvelden; daarnaast verhindert het de groei van onkruid en van ziekteverwekkende muggenlarven. De grote kroosvaren (A. filiculoides) en enkele andere soorten, oorspronkelijk afkomstig uit Noord-Amerika, zijn wereldwijd verspreid geraakt als stikstofbron in de tuin- en landbouw.
Daarnaast worden kroosvarensoorten als vijver- en aquariumplant gebruikt.

## Taxonomie enfylogenie
In de recente taxonomische beschrijving van Smith et al. (2006) is het geslacht Azolla samen met Salvinia opgenomen in de familie Salviniaceae. Het omvat acht recente soorten, en ten minste zes fossiele soorten.
De typesoort is Azolla filiculoides Lam. (1783).

### Soortenlijst
- A. caroliniana Willd. (1810)
- A. cristata Kaulf. (1824) syn. A. mexicana Presl (1845) (Kleine kroosvaren)
- A. circinata Oltz & Hall
- A. filiculoides Lam. (1783) (Grote kroosvaren)
- A. japonica Franch. & Sav. (1876)
- A. microphylla Kaulf. (1824)
- A. nilotica Dcne. ex Mett. (1867)
- A. pinnata R. Br. (1810) syn. Azolla imbricata Franch. & Sav. (1876)
- A. rubra R. Br.